# Ellendale, Minnesota
Ellendale är en ort i Steele County i delstaten Minnesota, USA.